# Frank H. Netter
Frank H. Netter (Brooklyn, Nueva York, Estados Unidos, 25 de abril de 1906-Brooklyn, 17 de septiembre de 1991) fue un médico y artista-anatomista estadounidense, conocido autor, entre otros, del célebre Atlas de anatomía humana, mayoritariamente utilizado por estudiantes del área de la medicina y la salud, por su calidad pedagógica e iconográfica.

## Biografía
Tras realizar estudios artísticos en la Liga de estudiantes de arte de Nueva York estudió medicina en la Universidad de Nueva York diplomándose en 1931. Completó la residencia en cirugía en 1933.
Dibujó cerca de 4000 imágenes anatómicas para la edición CIBA Colección of Medical Illustrations.

## Premios y honores
- 1966, Townsend Harris Medal, City College of New York
- 1969, The Harold Swanberg Distinguished Service Award, American Medical Writers Association
- 1973, Distinguished Service Award, National Kidney Foundation
- 1979, Resolution of Commendation, Florida State Legislature
- 1981, Distinguished Service Award, American College of Cardiology
- 1981, Honorary Degree, Doctor of Science, New Jersey College of Medicine and Dentistry
- 1985, Honorary Degree, Doctor of Science, Georgetown University
- 1986, Life Achievement Award, Society of Illustrators
- 1986, The Solomon A. Berson Medical Alumni Achievement Award, New York University School of Medicine
- 1986, Honorary Degree, Doctor of Science, University of Sherbrooke, Canadá
- 1986, Lifetime Achievement Award, Association of Medical Illustrators
- 1986, Dedication of the Netter Library, CIBA-Geigy Corporation
- 1987, Honorary Member, Radiologic Society of North America
- 1988, Honorary Award for Contribution to Knowledge of Musculoskeletal System, American Academy of Orthopedic Surgeons
- 1988, Honorary Fellowship, Medical Artists Association of Great Britain
- 1990, Award of Special Recognition, Association of Medical Illustrators
- 1990, Honorary Member Award, American Association of Clinical Anatomists